# 蒼月しのぶ
蒼月 しのぶ（あおつき しのぶ、11月8日 - ）は、日本の漫画家・イラストレーター。
主にAKABEiSOFT2と系列ブランドが発売するアダルトゲームのプロモーション用漫画を描いているが、各社の漫画化作品の連載やアンソロジーコミック収録作品の執筆も手がけている。
同人サークル「ICE COFFIN」を主宰。

## 主な作品

### 漫画
- 車輪の国、向日葵の少女（あかべぇそふとつぅ、プロモーション用）
- bee-be-beat it!（富士見書房『ドラゴンエイジピュア』連載、原案：いとうのいぢ 原作：神野正樹）
- AKUMAで少女（ホビージャパン『キャラの!』連載、原作：わかつきひかる）

単行本 ISBN 9784894258594

### 挿画
- 怪盗ローズ あなたのハートいただきます（二次元ドリーム文庫、空蝉・著）
- こんな娘がいたら僕はもう…!! 三瀬綾菜の情熱（二次元ゲームノベルズ、神楽陽子・著）

### その他
- えむ すくらんぶる（スキルアップ、同人ゲーム） - キャラクターデザイン
- 電撃学園RPG Cross of Venus（アスキー・メディアワークス、ニンテンドーDS） - キャラクター立ち絵グラフィック他